# Abentheuer
Abentheuer este o comună din landul Renania-Palatinat, Germania.